# Amonal
L'amonal és un explosiu fabricat amb una barreja de nitrat d'amoni, trinitrotoluè, i pols d'alumini en una relació 22/67/11. Cal afegir també que en cas d'usar aquests explosius per a la càrrega d'armes submarines (torpedes, mines, etc.) l'alumini reforça l'efecte explosiu d'aquesta al reaccionar amb l'aigua. El nitrat d'amoni és l'oxidant i l'alumini és un potenciador de l'explosió. Com a efecte secundari, l'alumini fa que l'explosiu sigui menys sensible a la detonació. L'ús de components relativament barats com el nitrat d'amoni i l'alumini fa que s'utilitzi en lloc del TNT pur. La barreja pot malmetre's si hi ha presència d'humitat, ja que el nitrat d'amoni és altament higroscòpica. Crema quan s'exposa a l'aire i detona quan es troba confinada. La seva velocitat de detonació és de 4.400 m/s.